# Bertrand Barère de Vieuzac

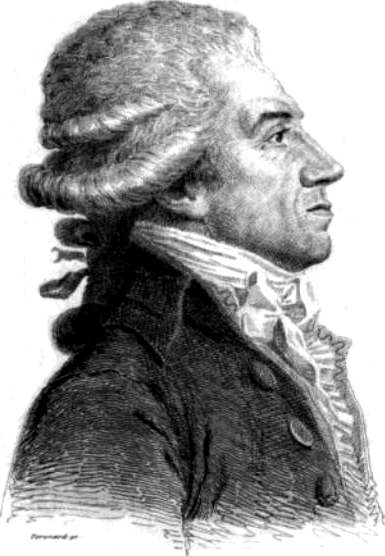

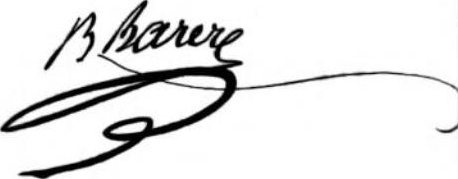

Bertrand Barère de Vieuzac (ur. 10 września 1755 w Tarbes, zm. 13 stycznia 1841 w Tarbes) – francuski polityk czasów rewolucji francuskiej, dziennikarz, członek Komitetu Ocalenia Publicznego, wolnomularz.

## Młodość i wczesna działalność
Pochodził z gaskońskiego miasteczka Tarbes. Ukończył studia prawnicze w Tuluzie i tam też podjął praktykę adwokacką. Aktywnie udzielał się w życiu kulturalnym miasta i pisał eseje na tematy filozoficzne. W 1789 r. został wybrany deputowanym do Stanów Generalnych, gdzie jednak kariery nie zrobił. O wiele bardziej popularny był jako redaktor gazety Point du Jour (Poranek), reprezentującej poglądy umiarkowane, opowiadające się za monarchią konstytucyjną. Barère nie był w tym czasie członkiem klubu jakobinów, który uważał za zbyt wywrotowy, utrzymywał za to bliskie kontakty ze stronnictwem księcia orleańskiego.

## Członek Konwentu
Nieudana ucieczka Ludwika XVI do Varennes skłoniła Barère'a do porzucenia monarchistów. Od tego czasu deklarował się jako republikanin, nadal jednak przerażał go radykalizm jakobinów, dlatego dołączył do bardziej umiarkowanych feuillantów. W 1792 został wybrany reprezentantem swojego rodzinnego departamentu w Konwencie Narodowym. Tu zyskał złą sławę człowieka bez poglądów, zawsze głosującego za większością, umiejącego w czasie wieczornej sesji obrad zaprzeczyć poglądom głoszonym na sesji przedpołudniowej. Faktycznie, Barère w pierwszych miesiącach funkcjonowania parlamentu głosował razem z żyrondystami, by na krótko przed procesem króla przejść do przeciwnego obozu. Głosował za natychmiastową egzekucją Ludwika XVI. 7 kwietnia 1793 Barère został wybrany do nowo powołanego Komitetu Ocalenia Publicznego, gdzie natychmiast zadeklarował się jako zwolennik Robespierre’a, oficjalnie dołączył też do jakobinów. Był coraz bardziej aktywny w walce z żyrondystami, a jego klubowy prestiż wzrastał. Z czasem stał się jednym z nieoficjalnych komitetowych ekspertów ds. polityki zagranicznej, odpowiadał także za referowanie prac KOP przed Konwentem (poza szczególnie ważnym przypadkami, kiedy tego zadania podejmował się sam Robespierre lub Saint-Just).

## Thermidor
Upadek Robespierre’a był dla Barère'a totalnym zaskoczeniem; dopiero po namyśle postanowił on odciąć się od aresztowanych kolegów z KOP i potępić jakobinów jako twórców terroru. Mimo tego zwycięscy termidorianie oskarżyli go - razem z Billaudem-Varenne, Marcem Vadierem i Collotem d’Herbois o współodpowiedzialność za wielki terror i skazali na deportację do Gujany Francuskiej. Barère zdołał jednak uciec z transportu na zesłanie i przez kilka lat żył w ukryciu w Bordeaux.

## Po rewolucji
Barère został w czasie Dyrektoriatu wybrany do Rady Pięciuset, lecz nie mógł - ze względu na wyrok zesłania - uczestniczyć w jej pracach. Prawa obywatelskie odzyskał w czasach napoleońskich, by utracić je ponownie dekretem Ludwika XVIII skazującym wszystkich "królobójców" (czyli członków Konwentu głosujących za śmiercią króla) na wygnanie. Pierwszą Restaurację przeżył w Brukseli, wrócił do ojczyzny po rewolucji lipcowej w 1830 r. Żył w ubóstwie, mimo skromnej pensji wypłacanej przez państwo. Umarł jako ostatni z członków KOP.